# Ryska division 1 i bandy
Ryska division 1 i bandy är andraserien i den ryska bandyns seriepyramid. Serien var indelad i fem grupper. Ryska division 1 i bandy grundades, när sovjetiska ligan upplöstes 1992.